# 朱鑑 (正德進士)
朱鑑（1483年—？年），字次明，武驤右衛軍籍浙江杭州府仁和縣人。

## 生平
治《易經》，由順天府學生中式丁卯科（1507年）順天府鄉試第八名舉人，年二十五歲中式正德三年（1508年）戊辰科會試第八名，第三甲第十六名進士。初授行人司行人，八年六月选授陕西道御史，十一年巡按山西。

## 家族
曾祖朱復興。祖父朱善。父朱誠。母李氏；继母李氏、雷氏。